# João e Maria (canção)
"João e Maria" é uma canção dos cantores brasileiros Nara Leão e Chico Buarque, lançada em 1977 no álbum de Nara Os Meus Amigos São Um Barato, com letras de Chico Buarque, a partir de uma melodia composta por Sivuca em 1947, que também toca acordeon na faixa.

## Composição
A melodia da canção foi composta por Sivuca em 1947.

Segundo Chico, Sivuca enviou a ele uma fita cassete com uma música que ele compôs na década de 1940. Decorridos quase trinta anos, em 1976, Chico Buarque ouviu a valsinha e compôs uma letra para ela - segundo ele, inspirado em um diálogo de crianças: 
"Quando eu fui fazer, a letra me remeteu obrigatoriamente pra um tema infantil. A letra saiu com cara de música infantil porque, simplesmente, na fitinha ele dizia: 'Fiz essa música em 47.' Aí pensei: 'Mas eu criança…' e me levou pra aquilo."

Quando fez a letra de João e Maria, o próprio Chico não entendeu o que ele tinha querido dizer com o verso "e o meu cavalo só falava inglês". Ele levou a questão ao também compositor Francis Hime, que concluiu: 
"Eu acho que é um cavalo muito educado."

## Lançamento
João e Maria foi gravada pela cantora Nara Leão e lançada no álbum Os Meus Amigos São Um Barato de 1977,. A faixa conta com as participações de Chico Buarque nos vocais, e de Sivuca na sanfona.

## Desempenho comercial
A canção foi popularizada pela telenovela Dancin' Days, da Rede Globo. No auge do sucesso de João e Maria, que muita gente pensava ser apenas de Chico, Sivuca aproveitou uma série de shows que realizara no Rio de Janeiro para corrigir o equívoco: "a letra era do Chico, mas a música era dele há muito tempo".

## Créditos
Créditos adaptados do Discos do Brasil.
- Nara Leão – Voz
- Chico Buarque – Composição, Voz
- Sivuca – Composição, arranjos, acordeon

## Trilha sonora

### Telenovelas
- 1978 - Dancin' Days[2][6]
- 2012 - Carrossel (Versão de Larissa Manoela)